# Cul-De-Sac
«Cul-De-Sac» (en castellano, «Callejón sin salida») es una canción del grupo británico Genesis perteneciente a su álbum Duke, de 1980. Es una de las tres composiciones exclusivas del tecladista Tony Banks para este álbum, siendo las otras "Guide Vocal" y "Heathaze".
"Cul-De-Sac" puede considerarse para el álbum de Duke como "The Lady Lies" era considerada en el álbum anterior, And Then There Were Three, o lo que "Me and Sarah Jane" fue para el próximo álbum, Abacab: una joya oculta de rock progresivo por derecho propio. Las letras describen un regimiento militar, quienes sienten que su muerte está cerca mientras marchan, pero continúan de toda formas, siguiendo órdenes ciegamente.
El problema con la canción es que al estar en medio de dos baladas depresivas ("Alone Tonight" y "Please Don't Ask") y rellenos del álbum, "Cul-De-Sac" siempre permaneció oculta. Posee una gran variedad de temas interesantes, incluyendo una potente introducción y un final grandilocuente.
De todas formas la canción fue eclipsada por las canciones de la suite de Duke que se llevaban todo el espacio en los conciertos y fue interpretada en muy pocas oportunidades, para ser olvidada rápidamente. Tampoco fue incluida en ninguna compilación del grupo.
- Datos: Q5794376